# خط طول 87° غرب
خط طول 87° غرب هو أحد خطوط الطول الجغرافية، والتي تمتد من القطب الشمالي الجغرافي إلى القطب الجنوبي الجغرافي، وحسب التحويل الزمني يتأخر خط طول 87° غرب عن خط غرينتش بـ5 ساعة و48 دقيقة.

## من القطب إلى القطب
ينطلق خط طول 87° غرب من القطب الشمالي نحو القطب الجنوبي مرورا بالمناطق التي ترد في الجدول التالي:
| الإحداثيات                         | البلد أو الإقليم أو البحر | ملاحظات |
| ---------------------------------- | ------------------------- | --- |
| 90°0′N 87°0′W / 90.000°N 87.000°W  | المحيط المتجمد الشمالي    | |
| 82°1′N 87°0′W / 82.017°N 87.000°W  | كندا                      | نونافوت — جزيرة إليسمير |
| 80°44′N 87°0′W / 80.733°N 87.000°W | Nansen Sound              | |
| 79°57′N 87°0′W / 79.950°N 87.000°W | كندا                      | نونافوت — جزيرة أكسل هايبرغ و جزيرة إليسمير |
| 76°23′N 87°0′W / 76.383°N 87.000°W | جونز ساوند [لغات أخرى]‏    | |
| 75°31′N 87°0′W / 75.517°N 87.000°W | كندا                      | نونافوت — جزيرة ديفون |
| 74°29′N 87°0′W / 74.483°N 87.000°W | Lancaster Sound           | |
| 73°49′N 87°0′W / 73.817°N 87.000°W | كندا                      | نونافوت — بافن (جزيرة) و Crown Prince Frederik Island |
| 70°1′N 87°0′W / 70.017°N 87.000°W  | خليج بوتيا                | |
| 69°15′N 87°0′W / 69.250°N 87.000°W | خليج اللجنة               | مرورا بغرب جزيرة ويلز, نونافوت, كندا (في 68°5′N 86°57′W / 68.083°N 86.950°W) |
| 67°21′N 87°0′W / 67.350°N 87.000°W | كندا                      | نونافوت — mainland |
| 65°2′N 87°0′W / 65.033°N 87.000°W  | Roes Welcome Sound        | |
| 63°51′N 87°0′W / 63.850°N 87.000°W | كندا                      | نونافوت — جزيرة ساوثهامبتون |
| 63°33′N 87°0′W / 63.550°N 87.000°W | خليج هدسون                | |
| 55°55′N 87°0′W / 55.917°N 87.000°W | كندا                      | أونتاريو — mainland و Slate Islands |
| 48°37′N 87°0′W / 48.617°N 87.000°W | بحيرة سوبيريور            | |
| 46°31′N 87°0′W / 46.517°N 87.000°W | الولايات المتحدة          | ميشيغان |
| 45°49′N 87°0′W / 45.817°N 87.000°W | بحيرة ميشيغين             | |
| 45°18′N 87°0′W / 45.300°N 87.000°W | الولايات المتحدة          | ويسكونسن — Door Peninsula |
| 45°12′N 87°0′W / 45.200°N 87.000°W | بحيرة ميشيغين             | |
| 41°41′N 87°0′W / 41.683°N 87.000°W | الولايات المتحدة          | إنديانا كنتاكي — من 37°55′N 87°0′W / 37.917°N 87.000°W تينيسي — من 36°39′N 87°0′W / 36.650°N 87.000°W ألاباما — من 35°0′N 87°0′W / 35.000°N 87.000°W فلوريدا — من 31°0′N 87°0′W / 31.000°N 87.000°W |
| 30°21′N 87°0′W / 30.350°N 87.000°W | خليج المكسيك              | |
| 21°34′N 87°0′W / 21.567°N 87.000°W | المكسيك                   | ولاية كينتانا رو — شبه جزيرة يوكاتان و جزيرة كوزوميل |
| 20°17′N 87°0′W / 20.283°N 87.000°W | البحر الكاريبي            | مرورا بشرق Banco Chinchorro, المكسيك (في 18°41′N 87°14′W / 18.683°N 87.233°W) · مرورا بغرب the جزيرة Útila, هندوراس (في 16°5′N 86°59′W / 16.083°N 86.983°W)                                         |
| 15°46′N 87°0′W / 15.767°N 87.000°W | هندوراس                   | |
| 13°1′N 87°0′W / 13.017°N 87.000°W  | نيكاراغوا                 | |
| 12°20′N 87°0′W / 12.333°N 87.000°W | المحيط الهادئ             | مرورا بشرق جزيرة كوكوس, كوستاريكا (في 5°32′N 87°2′W / 5.533°N 87.033°W) |
| 60°0′S 87°0′W / 60.000°S 87.000°W  | المحيط الجنوبي            | |
| 72°53′S 87°0′W / 72.883°S 87.000°W | القارة القطبية الجنوبية   | Territory المطالب الإقليمية بالقارة القطبية الجنوبية by تشيلي (المقاطعة التشيلية بالقارة القطبية الجنوبية)                                                                                          |